# Gérard Aygoui
Gérard Aygoui (Montpellier, 5 ottobre 1936 – Marsiglia, 12 marzo 2021) è stato un calciatore francese, di ruolo attaccante.

## Carriera

### Club
Dopo aver giocato nel Montpellier, Aygoui ha esordito nell'Olympique Marsiglia nella serie cadetta 1959-1960. Con il club marsigliese ottiene la promozione in massima serie al termine della Division 2 1961-1962. Nella Division 1 1962-1963, Aygoui con il suo club ottiene il ventesimo ed ultimo posto, retrocedendo così in cadetteria.
Aygoui rimase comunque nella massima serie francese perché ingaggiato dal Nîmes, con cui ottenne il tredicesimo posto della Division 1 1963-1964. Al termine della stagione si ritirò dall'attività agonistica

### Nazionale
Venne convocato nella Nazionale olimpica di calcio della Francia, per disputare le XVII Olimpiadi. Con i blues, non giocando alcun incontro, ottenne il secondo posto del girone D della fase a gruppi, venendo eliminato dalla competizione.